# Blanco perfecto
Gun Shy, titulada en castellano Blanco perfecto en España, es una comedia estadounidense filmada en Nueva York y Los Ángeles. Escrita y dirigida por Eric Blakeney. Protagonizada por Liam Neeson, Oliver Platt y Sandra Bullock. La película fue producida por Bullock a través de su compañía productora, Fortis Films, y estrenada el 4 de febrero de 2000 en Norteamérica por Buena Vista International. El argumento se centra en Charlie Mayeaux, un agente de la DEA que piensa retirarse después de que un compañero suyo haya sido asesinado en una operación antidroga. Sin embargo su jefe no le permite abandonar antes de completar la operación en la que estaba implicado. 
El rodaje tuvo lugar entre los meses de octubre y diciembre de 1998. La película recibió comentarios generalmente negativos por parte de la prensa cinematográfica. El presupuesto estimado invertido en la producción fue de $14 millones de USD, tras su exhibición comercial en cines de todo el planeta recaudó únicamente algo más de $3 millones. Es la primera producción cinematográfica producida íntegramente por Sandra Bullock, tras haber ejercido como productora ejecutiva en Hope Floats (1998) y Practical Magic (1999).

## Argumento
Charlie Meyeaux es un agente encubierto de la DEA que sufre de ansiedad y de problemas gastrointestinales después de que una operación antidroga saliera mal y su compañero fuera asesinado. Posteriormente le cuesta mucho volver al trabajo pese a que antes era conocido como una leyenda dentro de la organización. Sus peticiones de retirarse del caso o jubilarse son rechazadas por sus jefes, el capo Lonny Ward y el jefe de la DEA Dexter Helvenshaw. Charlie trabaja con el sueño de que un día estará retirado y vivirá en un complejo de apartamentos con vistas al mar y con todo tipo de comodidades por $600 dólares al mes.
Durante su vuelo a la ciudad de Nueva York mantendrá una conversación con otro pasajero, el Dr. Bleckner, un psiquiatra que tratará de ayudarle a que supere su trauma. Durante una de las sesiones le receta un medicamento para que pueda combatir el estrés y la ansiedad y además le recomienda que se apunte a una terapia de grupo ya que cree que necesita compartir sus sentimientos más que nadie. Para hacer frente a sus problemas gastrointestinales acude al médico, donde conoce a la atractiva enfermera Judy Tipp, que se presenta como "la reina de los enemas". Judy le introducirá en terapias alternativas para curar sus problemas de estómago y ambos se sentirán atraídos el uno por el otro.
Charlie volverá al trabajo en una última misión en la que se tendrá que introducir en el grupo formado por Fulvio Nesstra, el peligroso gánster al que tiene que atrapar y que tanto le altera, Jason Cane, un hombre de negocios que trabaja en Manhattan y que tiene información sobre la bolsa y un representante de un capo del narcotráfico colombiano llamado Fidel Vaillar y su guardaespaldas Estuvio Clavo, con quien mantiene una relación sentimental. Todos ellos están implicados en una trama de blanqueo de capitales y manipulación de acciones. Cuando la misión está a punto de finalizar Charlie se dará cuenta de que nada es lo que parece y hará todo lo posible por descubrir la verdad.

## Reparto
- Liam Neeson como Charlie Meyeaux, un agente de la DEA con problemas de ansiedad que tratará de atrapar a Fulvio Nesstra .
- Oliver Platt como Fulvio Nesstra, un peligroso gánster que representa a la mafia italiana en Nueva York.
- Sandra Bullock como Juddy Tipp, una enfermera que tratará de ayudar a Charlie.
- José Zúñiga como Fidel Vaillar, representante de un capo del narcotráfico colombiano.
- Richard Schiff como Elliott, uno de los integrantes de la terapia de grupo a la que asiste Charlie.
- Andrew Lauer como Jason Cane, un hombre de negocios socio de Fulvio.
- Mitch Pileggi como Dexter Helvenshaw, el jefe de Charlie en la DEA.
- Mary McCormack como Gloria Minetti Nesstra, la mujer de Fulvio.

## Producción
Gun Shy supone el debut como director y guionista de Eric Blakeney en la gran pantalla, anteriormente había escrito guiones para series de televisión como 21 Jump Street o Baywatch. Sobre la historia Blakeney declaró que «estaba cansado de esas películas de héroes machos y quería escribir algo sobre alguien que ha perdido los nervios». «Tuve esta idea en la cabeza durante cinco años hasta que conseguí ponerla por escrito de una manera satisfactoria», añadió. Liam Neeson señaló sobre su personaje que «los héroes siempre han sido estoicos. Afortunadamente, los hombres están empezando a mostrarse a sí mismos en pantalla indefensos y deseosos de llorar en busca de ayuda».
Sandra Bullock tiene una doble faceta en la película, ya que es actriz y productora, a través de su empresa Fortis Films. «En cuanto leí el guion supe que quería hacer la película. Los personajes están muy bien definidos y la historia es divertida y conmovedora a la vez», sentenció la intérprete. Sobre su trabajo como productora confesó que «fue muy difícil… estaba constantemente pensando en lugares para el rodaje, el presupuesto, el calendario, y luego cuando me encontraba en el lugar de Judy, tenía que deshacerme de todo lo anterior y dedicarme enteramente al personaje». El rodaje empezó el 19 de octubre y se extendió hasta diciembre de 1998. La filmación lugar tuvo lugar en diversas localizaciones de Nueva York y Los Ángeles.

## Recepción

### Taquilla
Gun Shy fue estrenada el 4 de febrero de 2000 en Norteamérica. Proyectada en 296 cines la recaudación durante su primer fin de semana fue de $0.7 millones, suponiendo casi el 43 % de los ingresos acumulados en dicho territorio. La media por sala fue de $2.735 dólares, situándose en la posición número veintidós de la tabla, por delante de Supernova y por detrás de Topsy-Turvy. Finalmente recaudó $1.6 millones en Estados Unidos y Canadá. Fuera de las fronteras de América del Norte acumuló $1.5 millones, elevando el cómputo total tras su exhibición mundial a $3.2 millones. El presupuesto invertido en la producción fue de $14 millones -algunas fuentes sitúan el presupuesto en torno a los $10 millones-. Es la película número ciento sesenta y siete que más dinero recaudó tras su explotación global en el año 2000.

### Respuesta crítica
Gun Shy recibió críticas negativas. La película tiene un 24 % de comentarios positivos en Rotten Tomatoes, basado en 42 reseñas y con una media de 4.5 sobre 10, con el siguiente consenso: «una comedia de humor negro sobre los puntos bajos, lleno de chistes sobre pedos y gays. Incluso ni Liam Neeson ni Sandra Bullock pueden salvar este fracaso». Metacritic, que asigna una media ponderada, otorgó a la cinta un 42 % de comentarios positivos, basado en 20 reseñas, de las cuales cinco catalogó como positivas.
Lisa Schwarzbaum escribió para Entertainment Weekly que «una hora y media y aun así la trama, el tono y la ambientación son incomprensibles». Elvis Mitchell describió la dirección para The New York Times como «competente». David Nusair sentenció para Reel Film Reviews que «no es tan aburrida como... olvidable». Todd Anthony señaló para South Florida Sun-Sentinel que «Gun Shy es el tipo de película que te hace reír; entonces, cuando piensas en ella después de haberla visto, te sientes avergonzado de que te haya gustado». Fuera de las fronteras de Norteamérica Miguel Ángel Palomo del diario El País la definió como «aunque es del todo previsible, su estilo desenfadado y su falta de pretensiones logran que resulte simpática».